# 85 mm armata dywizyjna U-10
85 mm armata dywizyjna U-10 (ros. 85-мм дивизионная пушка У-10) – radziecka armata polowa kal. 85 mm z okresu II wojny światowej. 

## Historia
W 1941 roku biuro konstrukcyjne Uralmasz (Uralskich Zakładów Maszyn Ciężkich) w Swierdłowsku opracowało projekt nowej armaty dywizyjnej i przeciwpancernej kal. 85 mm, otrzymała ona oznaczenie U-10. 
Armata powstała w wyniku zamontowania lufy 85 mm armaty przeciwlotniczej wz. 1939 (52-K) na lawecie haubicy wz. 1938 (M-30). W ten sposób powstała uniwersalna armata mogąca być wyposażeniem pułków artylerii dywizyjnej, jak również armatą przeciwpancerną. 
Do listopada 1941 roku była gotowa 5-działowa bateria armat U-10, którą poddano badaniom poligonowym. Pomimo dobrych wyników testów armaty nie podjęto jednak jej produkcji seryjnej.

## Użycie
Wyprodukowane armaty użyto jedynie do badań poligonowych.